# كولسميد
يستخدم في علم الوراثة الخلوية، كولسميد (colcemid)، المعروف أيضا باسم ديمكولسين (demecolcine)، وهو أحد مشتقات الكولشيسين (colchicine) لكنه أقل سمّية. يقوم هذا المركب بتفكيك الأنابيب الدقيقة ويعطل تشكيل ألياف المغزل، وبالتالي يكبح الخلايا في الطور الاستوائي مما يسمح جمع الخلايا وعمل نمط نووي لها.

## آلية العمل
الكولسميد هو دواء مفكك للأنيبيبات مثله في ذلك مثل فينبلاستين. وهو يعمل عن طريق آليتين متميزة. في التراكيز المنخفضة جدا، يرتبط الكولسميد بالطرف الموجب للأنيبيب مما يحدحركة الأنيبيب. وقد وجدت دراسة حديثة أنه عن التراكيز العالية فإن هذا العقار يمكن أن يعزز تفكك الأنيبيبات من المركز المنظم للأنيبيبات. الأنابيب الدقيقة المتصل بالنهاية السالبة غير المحمية تتفكك مع مرور. التراكيز المنخفضة تؤثر على ديناميات أنيبيب وهجرة الخلية.